# Marcheprime
Marcheprime is een gemeente in het Franse departement Gironde (regio Nouvelle-Aquitaine). De plaats maakt deel uit van het arrondissement Arcachon. Marcheprime telde op 1 januari 2022 5.637 inwoners.

## Geografie
De oppervlakte van Marcheprime bedroeg op 1 januari 2022 24,56 vierkante kilometer; de bevolkingsdichtheid was toen 229,5 inwoners per km².

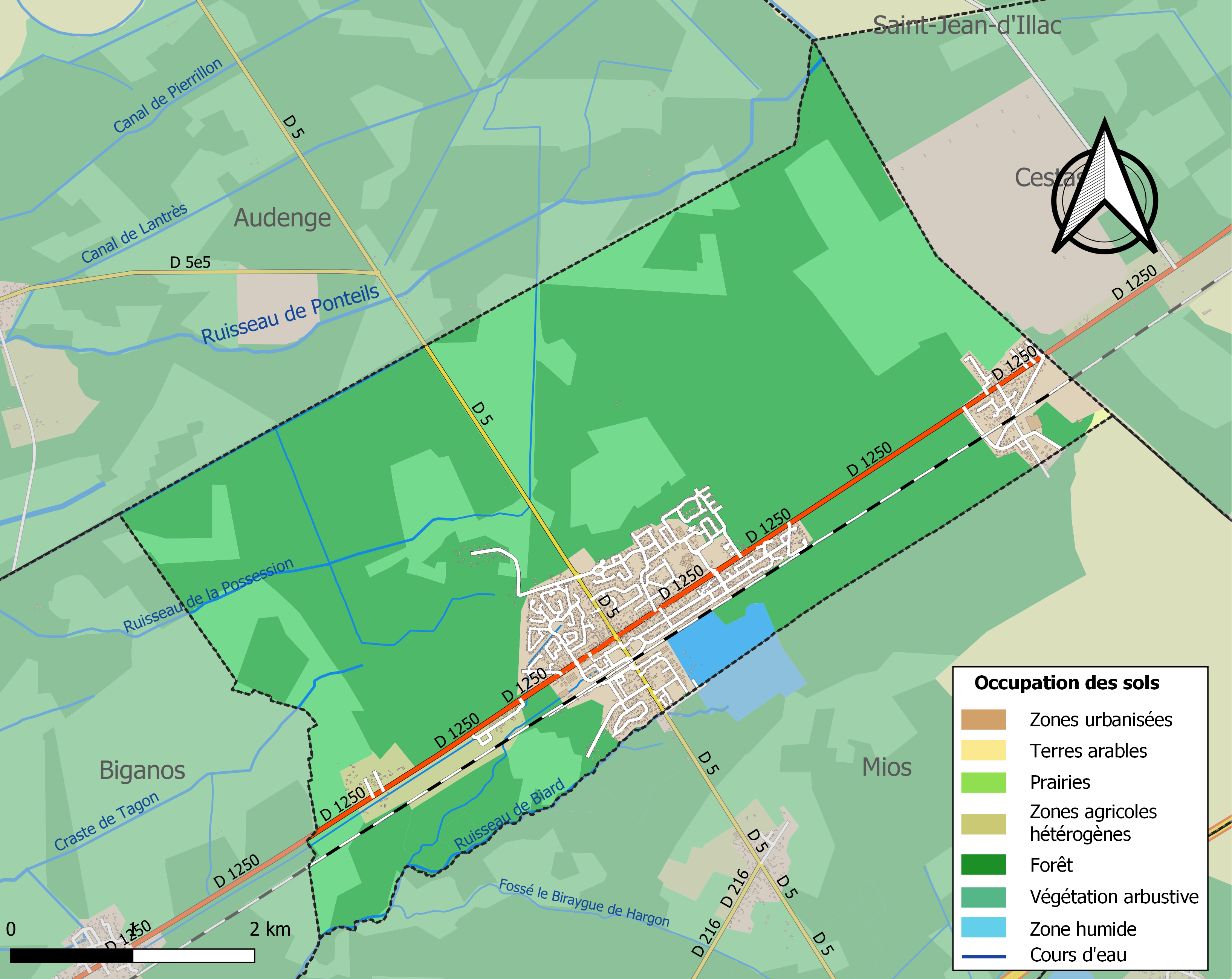
Kaart van de gemeente met belangrijkste infrastructuur, bodemgebruik en omliggende gemeenten

## Verkeer en vervoer
In de gemeente liggen de spoorwegstations Croix-d'Hins en Marcheprime.

## Demografie
Onderstaande figuur toont het verloop van het inwonertal (bron: INSEE-tellingen).